# Merchant Ships
Merchant Ships — американський постхардкор гурт із Саут-Бенду, штат Індіана, США.

## Історія
Гурт Merchant Ships був створений у 2008 році співаком Джеком Сенффом і барабанщиком Дуейном Робінсоном, надихнувшись виступами місцевих гуртів. Нік Статсман і Майкл Герштейн були запрошені як гітарист і басист відповідно. Їхнє перше демо під назвою LOL Cats demo було випущено в липні 2008 року. Першим повноцінним релізом гурту був EP під назвою I Want To Forget About Everything Bad That Ever Happened, Ever через Antietam Records. Пізніше вони випустили свій сингл «Old Grey», представлений у Simple Days Comp. у січні 2009.
У травні 2009 року Merchant Ships вперше розійшлися. Влітку того ж року Сенфф і Статсман створили Midwest Pen Pals разом із Гарретом Кабелло та Майком Кенуеєм і самостійно випустили свій єдиний офіційний мініальбом Inside Jokes. Вони остаточно розійшилсь у вересні 2009 року. У 2010 році Merchant Ships возз'єдналися та випустили свій сингл «Better Days Ahead» із «Sentinel» та «Good Weekend». Пізніше вони підписали контракт із Count Your Lucky Stars Records і випустили свій другий мініальбом (перший на лейблі) під назвою For Cameron у липні 2010 року.
У липні 2010 року Merchant Ships розпалися назавжди, випустивши повну дискографію безкоштовно на своїй сторінці Myspace разом із збіркою під назвою «Shipsography». Гурт був представлений у статті Funeral Sounds під назвою «П'ять емо-чудес одного випуску». Джек Сенфф продовжував грати у William Bonney з Герстайном, Кенуеєм, Джошем Міллером та Ітаном Бонні. Після William Bonney Джек заснував North Folk, Boy Rex і Knola і почав випускати акустичну фолк-музику під своїм повним іменем «Джек М. Сенффf» на Skeletal Lightning Records Майкл приєднався до групи Lucy з Іст-Лансінга.. Нік Статсман сформував емо-гурт Park Jefferson, а Дуейн Робінсон приєднався до гуртів Hive Mind і House Olympics, що базуються в Блумінгтоні.
Наприкінці 2016 року гурт планував реюніон-шоу разом із давніми друзями Sleep Patterns, але невдовзі відмовився від шоу. Сенфф зробив розлогу заяву про ситуацію на офіційній сторінці гурту у Facebook, посилаючись на проблеми щодо небажання надавати Статсману платформу через висунуті проти нього звинувачення.

## Учасники гурту
- Джек Сенфф — вокал (2008—2009, 2010)
- Нік Статсман — гітара (2008—2009, 2010)
- Майкл Герштайн — бас (2008—2009, 2010)
- Дуейн Робінсон — ударні (2008—2009, 2010)

## Дискографія

### Мініальбоми
- LOL Cats Demo (2008, випущено самостійно)
- I Want To Forget About Everything That Ever Happened, Ever (2008, Antietam Records)
- Bummer Times Demo (2009, випущена самостійно)
- For Cameron (2010, Count Your Lucky Stars Records)

### Збірки
- Shipsography (2010, випущено самостійно)[13]